# Ehemalige Steindruckerei Schwanemüller und Tracht
Das Gebäude der ehemaligen Steindruckerei in Detmold im Kreis Lippe (Nordrhein-Westfalen), Elisabethstraße 60, ist ein denkmalgeschützter Profanbau des Historismus.

## Architektur
Errichtet wurde er im Jahr 1905 durch den Hofmaurermeister Fritz Baumann für die lithographische Anstalt Schwanemüller und Tracht.
Oberhalb des Bruchsteinsockels zeigt sich die mit Blendziegeln verkleidete Front, während die Giebelseiten und die Gebäuderückseite mit Zementputz versehen sind. Das traufenständige Krüppelwalmdach ist mit Zementfalzziegeln eingedeckt. Das Gebäude war funktional eingeteilt: Im Keller befanden sich das Steinlager und ein Schleifraum, im Erdgeschoss das Kontor sowie der Maschinensaal, im Obergeschoss straßenseitig der Zeichensaal der Lithographen und im rückwärtigen Teil des Hauses die Wohnung des Bauherren Schwanemüller. Zur Beleuchtung des Maschinensaals befinden sich an der Front vier große, tafelförmig eingefasste Stichbogenfenster. Die Arbeitsräume im Obergeschoss werden durch acht mit Pilastern unterteilte Fenster erhellt.
Seite 1987 steht das Gebäude in Teil A der Denkmalliste von Detmold. Heutzutage befindet sich in den Räumlichkeiten eine Ringfabrik.